# Литмир
Литмир (укр. Літмир) — река в Самборском районе Львовской области Украины. Левый приток реки Яблонька (бассейн Днестра).
Берёт начало на юго-западном склоне горной гряды, расположенной между горами Высокая и Розлуч (933 м). Источник, который считается основным истоком реки, лежит на высоте около 600 метров над уровнем моря. Недалеко от этого места (на расстоянии 0,5 км) на противоположном склоне горы Головановка (706 м) начинается река Днестр. Течёт в юго-восточном направлении от окраины села Шумяч до города Турка. Впадает в Яблоньку в центре города.
Длина реки 12 км, площадь бассейна 42 км². Типично горная река с каменистым дном и быстрым течением в верховьях. Нередко бывают паводки со значительным подъемом уровня воды (до 2 метров), что приводит к подтоплению центральной части города Турка в среднем течении и в зоне устья реки.